# Ninh Hải, Ninh Hòa
Ninh Hải là một phường cũ thuộc thị xã Ninh Hòa, tỉnh Khánh Hòa, Việt Nam.
Phường Ninh Hải có diện tích 8,07 km², dân số năm 2010 là 8.357 người, mật độ dân số đạt 1.036 người/km².
Trên địa bàn phường có bãi biển Dốc Lết nổi tiếng.